# Характерные интервалы
Характе́рные интерва́лы (точнее — характе́рные интерва́лы гармони́ческого ви́да мажо́ра и мино́ра)  — хроматические интервалы гармонического мажора и гармонического минора, образовавшиеся в результате понижения на полтона VI ступени мажорного лада или повышения на полтона VII ступени минорного лада. Название объясняется тем, что они включают в себя характерные именно для гармонических ладов повышенные и пониженные ступени.  
Традиционно к характерным интервалам относят увеличенную секунду, уменьшённую септиму, увеличенную квинту и уменьшённую кварту, исключая вторую пару взаимно-обращающихся тритонов (т.к. последние встречаются в натуральном виде). Однако существует классификация интервалов, согласно которой увеличенная кварта и уменьшённая квинта, обнаруживающиеся в гармонических ладах, также являются характерными интервалами.

## Характерные интервалы
Первую пару характерных интервалов составляют увеличенная секунда (ув.2) и уменьшённая септима (ум.7). Эта пара является общей для мажорного и для минорного ладов.  
Увеличенная секунда строится на VI пониженной ступени лада гармонического мажора и на VI ступени гармонического минора; уменьшённая септима — на VII ступени в гармоническом мажоре и VII повышенной в гармоническом миноре. 
Вторую пару характерных интервалов составляют увеличенная квинта (ув.5) и уменьшённая кварта (ум.4). 
Увеличенная квинта строится на VI пониженной ступени гармонического мажора и на III ступени гармонического минора; уменьшённая кварта на III ступени гармонического мажора и на VII повышенной ступени гармонического минора.

## Разрешения характерных интервалов
Все характерные интервалы являются неустойчивыми созвучиями и требуют разрешения в устойчивые. При этом неустойчивая гармоническая ступень движется на полтона в ближайшую устойчивую (в мажоре VI– ⇒ V, в миноре VII+ ⇒ I). Увеличенный интервал при разрешении увеличивается, уменьшённый — уменьшается. Соответственно:
- увеличенная секунда разрешается в чистую кварту (ч.4), образованную квинтой и примой тонического трезвучия;
- уменьшённая септима — в чистую квинту (ч.5), образованную примой и квинтой тонического трезвучия;
- увеличенная квинта — в большую сексту (б.6), образованную либо квинтой и терцией (в мажоре), либо терцией и примой (в миноре) тонического трезвучия;
- уменьшённая кварта — в малую терцию (м.3), образованную либо терцией и квинтой  (в мажоре), либо примой и терцией (в миноре) тонического трезвучия.